# أساسينز برايد
أساسينز برايد (باليابانية: アサシンズプライド، بالروماجي: Asasinzu Puraido) هي سلسلة رواية خفيفة من تأليف ورسم كي أماغي. نشرت من قبل فوجيمي شوبو منذ 20 يناير عام 2016. اقتبست إلى سلسلة مانغا نشرت من قبل شوئيشا في مجلة Ultra Jump، منذ 19 أكتوبر عام 2017. أنتجت إلى مسلسل أنمي من قبل استوديو إي إم تي سكويريد، عرض الأنمي في 10 أكتوبر عام 2019 واستمر عرضه 26 ديسمبر عام 2019، وتكون 12 حلقة.

## القصة
تدور أحداث القصة عن وصول البشرية إلى حافة الانقراض، وهم يعيشون الآن فقط في آخر مدينة متبقية هي فلاندور، حيث تتكون المدينة من قباب زجاجية منفصلة عن بعضها، السفر بين القباب ممكن فقط عبر خطوط القطار التي تمر عبر الأنفاق الزجاجية. أصبح العالم خارج القباب عالمًا من الظلام الأبدي وهو مليء بوحوش الليكانثروب، تنقسم البشرية داخل القباب إلى طبقة النبلاء والطبقات العامة، من خلال دمائهم يمكن لأفراد العائلات النبيلة إظهار المانا التي تمنحهم قدرات خارقة قوية تمكنهم من محاربة وقتل الليكانثروب. ولدت ميليدا أنجيل لأب نبيل وأم من عامة الناس، لكنها لم تظهر أي مانا أبدًا، ويحضر شخص من أكاديمية النخبة لصقل مهاراتها.

## الشخصيات

### هاوس أنجيل
كوفا فيمبر (باليابانية: クーファ＝ヴァンピール، بالروماجي: Kūfa Vanpīru)
أداء صوتي: يوكي أونو
ميليدا أنجيل (باليابانية: メリダ＝アンジェル، بالروماجي: Merida Anjeru)
أداء صوتي: توموري كوسونوكي
إيليز أنجيل (باليابانية: エリーゼ＝アンジェル، بالروماجي: Erīze Anjeru)
أداء صوتي: يوي إيشيكاوا
روزيتي بريكيت (باليابانية: ロゼッティ＝プリケット، بالروماجي: Rozetti Puriketto)
أداء صوتي: مارينا يابوتشي

### شخصيات أخرى
نيرفا مارتيلو (باليابانية: ネルヴァ＝マルティーリョ، بالروماجي: Neruva Marutīryo)
أداء صوتي: أياني ساكورا
شنفا زويتوك (باليابانية: シェンファ＝ツヴィトーク، بالروماجي: Shenfa Tsuvitōku)
أداء صوتي: أسامي سيتو
ميول لا مور (باليابانية: ミュール＝ラ・モール، بالروماجي: Myūru Ra Mōru)
أداء صوتي: مآيا أوتشيدا
سالاتشا شيكسال (باليابانية: サラシャ＝シクザール، بالروماجي: Sarasha Shikuzāru)
أداء صوتي: أزومي واكي
كيرا إسبادا (باليابانية: キーラ＝エスパーダ، بالروماجي: Kīra Esupāda)
أداء صوتي: كيونو ياسونو
الأب (باليابانية: オヤジ، بالروماجي: Oyaji)
أداء صوتي: توشيوكي موريكاوا
وليام غين (باليابانية: ウィリアム・ジン، بالروماجي: Wiriamu Jin)
أداء صوتي: تاتسوهيسا سوزوكي
بلاك ماديا (باليابانية: ブラック＝マディア، بالروماجي: Burakku Madia)
أداء صوتي: سورا توكوي
بلوسوم بريكيت (باليابانية: ブロサム＝プリケト، بالروماجي: Burosamu Puriketo)
أداء صوتي: هوتشو أوتسوكا
سيرج شيكسال (باليابانية: ルジュ・シクサル، بالروماجي: Seruju Shikuzāru)
أداء صوتي: يوشيماسا هوسويا

## وصلات خارجية
- موقع الأنمي الرسمي باللغة اليابانية
- أساسينز برايد على موقع ANN manga (الإنجليزية)